# 伯奈利M3 Super 90霰彈槍
伯奈利M3（Super90）（英文：Benelli M3 Super 90）是一款可半自動可泵動式兩用霰彈槍，發射12鉛徑霰彈。由意大利槍械製造商伯奈利（Benelli）設計及生產。伯奈利M3以半自動的伯奈利M1為基礎改進而成，最多可裝7發彈藥。比較特别的是伯奈利M3可選擇半自動或泵動運作。可靠與多用途令伯奈利M3受到警察部隊和民間運動員喜愛。

## 衍生型
伯奈利M3有多種衍生型，包括最著名、縮短槍身的M3 Super90，為了令執法單位較易攜帶而裝上摺疊式槍托的M3T，亦有更短版本。

## 使用國
- - 澳洲國防軍[1]
- 巴西
- 加拿大
  - 警察單位
  - 加拿大武裝部隊第2聯合特遣部隊

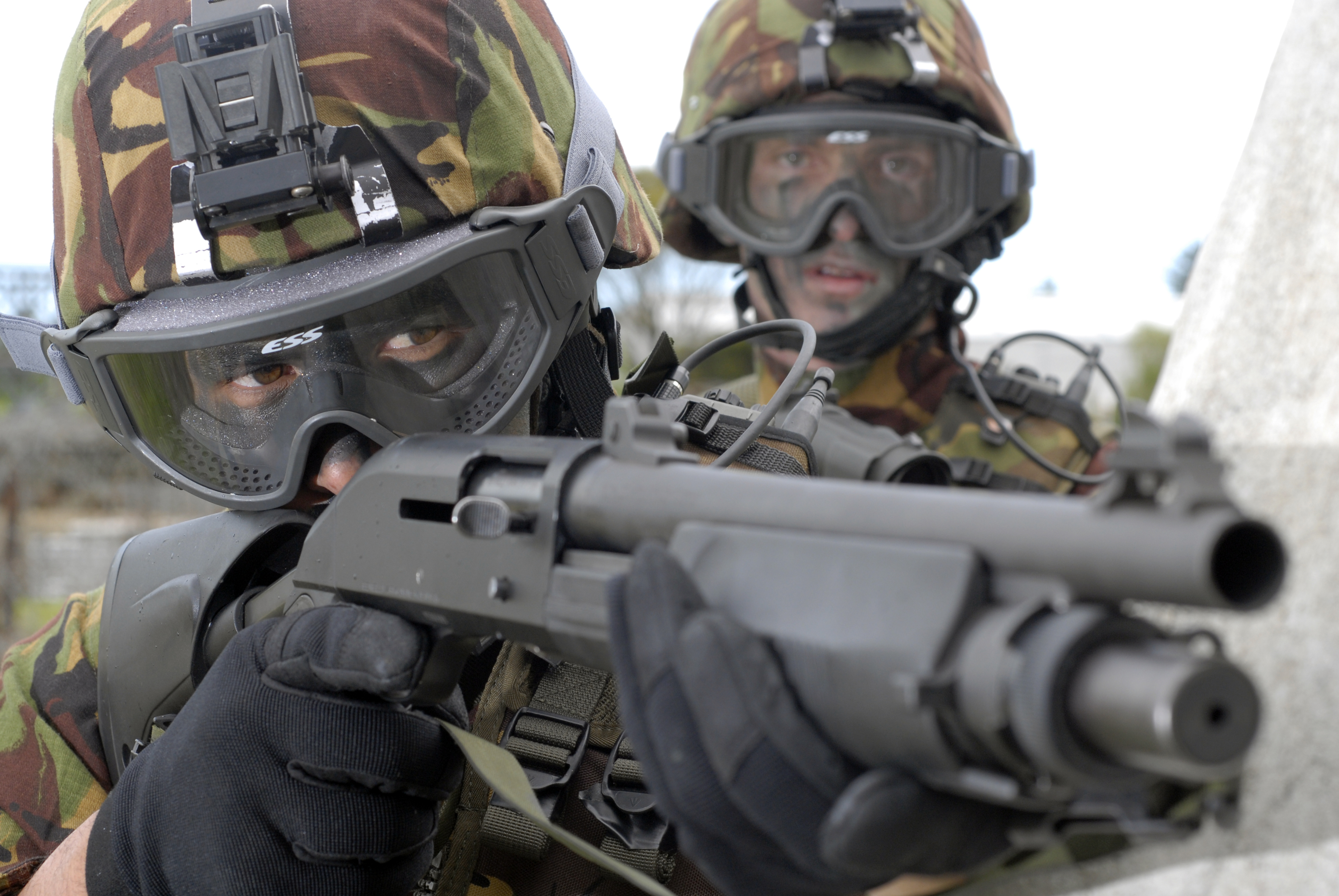
紐西蘭國防軍士兵使用伯奈利M3

- - 克羅地亞共和國武裝部隊特種作戰營（英语：Special Operations Battalion (Croatia)）
- 捷克
  - 捷克軍隊（英语：Czech Land Forces）第601特種部隊群（英语：601st Special Forces Group）（M3T）[2]
- 爱沙尼亚
  - 愛沙尼亞國防軍[3]
- 法國
  - 法國武裝部隊（M3T）[4]
  - 法國國家警察搜索、援助、干預、威懾
- 德国
  - 德國聯邦警察GSG 9
  - 德國州警察（英语：Landespolizei）特別行動突擊隊
- 希腊
  - 特警單位
  - 希臘武裝部隊特種部隊
- 印度尼西亞
  - 印尼海軍蛙人司令部（英语：Kopaska）（M3T）
  - 印尼陸軍特種部隊司令部（英语：Kopassus）（M3T）[5]
- 愛爾蘭
  - 愛爾蘭陸軍遊騎兵聯隊（M3T）
  - 愛爾蘭和平衛隊
- 義大利
  - 義大利國家警察（英语：Polizia di Stato）中央安全任務組（英语：Nucleo Operativo Centrale di Sicurezza）
  - 義大利武裝部隊特種部隊（英语：Italian Special Forces）[6]
- 日本
  - 海上自衛隊（M3T Super 90）
- 列支敦斯登
  - 警察單位
- 盧森堡
  - 大公國警察（英语：Grand Ducal Police）警察特別單位（英语：Unité spéciale de la police）[7][8][9]
- 马来西亚
  - 馬來西亞皇家警察特別行動指揮部
- 新西兰
  - 新西蘭國防軍
- 挪威
  - 挪威警察局（英语：Norwegian Police Service）緊急應變單位（英语：Emergency Response Unit (Norway)）
- 菲律賓
- 波蘭
  - 波蘭警察（英语：Policja）[10]
- 葡萄牙
  - 葡萄牙治安警察局（英语：Polícia de Segurança Pública）特別行動組
  - 葡萄牙國民警衛隊（英语：National Republican Guard (Portugal)）
- 塞爾維亞
  - 特警單位
- 新加坡
- 西班牙
- 瑞士
- 中華民國
  - 警政署維安特勤隊
  - 中華民國國軍
    - 中華民國憲兵
- 英国
  - 倫敦都市警部特種槍械司令部
- 美国
  - 部份地方警察局的特種武器和戰術部隊

## 流行文化

### 電影
- 1995年—：型號為M3 Super 90，只作泵動式射擊，由麥可·克里托（湯姆·賽斯摩飾演）攻擊試圖逃走的打手司機及其車輛時所使用。
- 2002年—：型號為無槍托型，配備手槍握把，由「清道夫」部隊所使用，其中兩把亦曾被主角約翰·普雷斯頓（克里斯汀·貝爾飾演）短暫搶奪雙持使用，僅以泵動方式射擊。
- 2014年—《殺手的品格（英语：No Tears for the Dead）》：型號為M3 Super 90，只作半自動射擊，由三合會僱傭殺手阿爾瓦羅（亞歷克斯·賴思飾演）所使用，也曾被主角坤（張東健飾演）和暮景（金敏喜飾演）所搶奪。

### 電子遊戲
- 1999年—《絕對武力》以及除《全球攻勢》及《絕對武力2》以外的所有衍生系列：型號為M3 Super 90，從1.6到《次世代》均命名為“Leone 12 Guage Super”，壓動式射擊。以8发弹仓供彈，双方共有武器，购买代码为B21。武器模組採用鏡像佈局（右手持槍時拋殼口在左邊）。
- 2002年—《惡靈古堡》：命名為「Assault Shotgun」，重製版新增武器。
- 2007年—《絕地要塞2》：型號為M3 Super 90，命名为“家族运营枪”。
- 2009年—《惡靈古堡5》：型號為M3 Super 90，命名為「M3」，壓動式射擊。戰役模式中可於第三章取得。
- 2013年—《惡靈古堡：啟示》：型號為M3 Super 90，命名為「M3」，壓動式射擊。戰役模式中於第八章自動取得。突擊模式則隨機掉落或出現在商店，稀有版本名稱為「突擊者」。
- 2015年—《虹彩六號：圍攻行動》：型號為M3T Super 90，命名為「Super 90」，半自動射擊。由第2联合特遣部队幹員所使用。
- 2020年—《惡靈古堡3》：型號為M3 Super 90，命名為「M3 Shotgun」，壓動式射擊。使用槍管零件後成為M1014，半自動射擊。
- 2019年—《明日方舟》：來自《虹彩六號：圍攻行動》的特種幹員Frost使用技能「擊倒獵物」時會使用M3T Super 90。

### 動畫
- 2019年—《刀劍神域Alicization》前半部：伯奈利M3 Kromo為莉茲貝特在GGO使用的武器。

## 外部連結
- （英文）—Modern Firearms—Benelli M3 Super 90 shotgun（页面存档备份，存于）
- （英文）—Remtek.com—Benelli M3 Super 90（页面存档备份，存于）
- （繁體中文）—Civilian Gunner—Benelli M3Super90
- （简体中文）—D Boy Gun World（槍炮世界）—Benelli M3 Super 90（页面存档备份，存于）